# Javier Ignacio Baños
Javier Ignacio Baños (nacido el 9 de abril de 1974 en CABA, Argentina) es un abogado, exfiscal y jurista argentino.

## Reseña biográfica
Ingresó al poder judicial de la provincia de Buenos Aires  en el año 1996. En el año 2005 fue nombrado Fiscal del Departamento Judicial de Morón. En el año 2021  denunció al expresidente y renunció al Poder Judicial asociándose con el abogado Fernando Burlando. Es profesor titular regular de las cátedras de Derecho Penal de la Universidad de Morón y de Derecho Penal y Criminología de la Universidad Nacional de José C. Paz. Su tesis doctoral sobre El fundamento de la pena fue dirigida por el ex- juez de la Corte Interamericana de Derechos Humanos Eugenio Raúl Zaffaroni. Fue ternado en  cuatro oportunidades por el Consejo de La Magistratura de la provincia de Buenos Aires para integrar el Tribunal de Casación Penal.
Se desempeñó como Director de Estudios y luego como Coordinador del Doctorado de la Facultad de Derecho y Ciencias Políticas y Sociales de la Universidad de Morón, durante más de diez años tuvo a su cargo la cátedra de Juicio Oral  de la Facultad de Derecho de dicha Universidad, fue Coordinador del Doctorado de la Universidad Nacional de La Matanza e investigador, rector y fundador del Instituto de Investigaciones Jurídicas Adriano Pietra. En el año 2011 se presentó como  candidato a Decano de la Facultad de Derecho de la Universidad de Morón pero el proceso electoral fue suspendido  y la unidad académica intervenida. Una medida cautelar lo colocó nuevamente en la carrera electoral por el decanato de derecho pero la SCJBA resolvió la incompatibilidad del cargo de Fiscal con el de Decano universitario y la justicia federal archivó el proceso. En diversos concursos fue convocado por el Consejo de la Magistratura del Poder Judicial de la Nación como jurista invitado para corregir los exámenes de aspirantes a cargos de Fiscal Federal y Juez de Cámara Federal. Ha publicado diversos trabajos de investigación en las revistas especializadas El Derecho Legislación Argentina, La Ley y El Derecho Diario así como en la Revista de Derecho Penal y Criminología de La Ley de la que ha sido miembro de su Comité  de Redacción. Ha publicado diversos libros de su especialidad entre los que destacan su Introduccion al Derecho Penal,Sistema de Garantías Constitucionales en el Derecho Penal,Introducción al Derecho Procesal Penal y Ensayo sobre la crisis de legitimación del Derecho Penal presentado en la cátedra de Derecho Penal Profundizado de la UCA. En el año 2021 formó parte del equipo de juristas que redactaron los comentarios al CPP de la provincia de Buenos Aires junto al Juez de la SCJBA, Dr. Sergio Torres. En el año 2021 publicó junto a Fernando  Burlando su comentario al nuevo Código Procesal Penal Federal y en el año 2022 el Código de Violencia contra la Mujer (junto a la  Editorial  Hammurabi). Como fiscal del Departamento Judicial de Morón imputó por desobediencia e incumplimiento de los deberes de funcionario público al intendente de Morón Ramiro Tagliaferro y a una decena de Concejales pero luego se remitió el expediente a otra Unidad Funcional de Investigación que desestimó la denuncia.
Sobre la renuncia de Javier Baños, el exjuez de la Corte Interamericana de DD.HH y exministro de la Corte Suprema de Justicia de la Nación, Eugenio Raúl Zaffaroni, señaló: “que un fiscal y académico como Baños deba renunciar resulta una pérdida casi irreparable para la Justicia argentina y en especial para el Departamento Judicial de Morón. Con estas restas se produce una selección inversa que deterioran al aparato judicial”.
Fue Asesor General de Gobierno y participó como abogado patrocinante en el proceso de sucesión del expresidente Carlos Saúl Menem. También patrocinó en diversos procesos a la actriz y conductora Florencia Peña, a su socio Fernando Burlando, a la modelo Milagros Schmoll y a Christian Manzanelli en su litigio penal contra el reconocido cantante L-Gante. Como fiscal realizó el alegato solicitando las dos primeras condenas a prisión perpetua que impusiera un tribunal de jurados populares en su ciudad natal de Morón.
Junto a Fernando Burlando patrocinó a la actriz y modelo Julieta Prandi en su denuncia contra Claudio Contardi por hechos de abuso sexual en un contexto de violencia de género. En el año 2023 asumió la defensa del artista y conductor de televisión Martin Rago denunciado en el año 2020 por Lucas Benvenuto. Fue precandidato a intendente por la lista del MIF (Movimiento De Integración Federal). Patrocinó al hermano del empresario de Ituzaingó que fue asesinado en la causa en la que se investiga el descuartizamiento de Fernando Pérez Algaba.
En el año 2023 -por resolución del Consejo Superior n.° 127/2023- fue nombrado codirector del doctorado en Derecho Penal y Derechos Humanos de la Universidad Nacional de José C. Paz que dirige el exjuez de la CSJN y de la Corte Interamericana de Derechos Humanos Eugenio R. Zaffaroni.
En el año 2024 se hizo cargo junto a su colega Fernando Burlando, de la defensa del exgobernador de la provincia de Entre Ríos y ex embajador Argentino ante el Estado de Israel, Sergio Daniel Urribarri. En conferencia de prensa del 23 de abril de 2024 se anunció que llevarían el caso ante la CSJN requiriendo la suspensión y posterior destitución constitucional del Procurador Jorge Almicar Luciano García.
Con fecha 22 de octubre de 2024,  el Superior Tribunal de Justicia de Entre Ríos (STJER) declaró admisible el recurso extraordinario federal y remitió las actuaciones a conocimiento de la Corte Suprema de Justicia de la Nación (CSJN).
Distinciones 
- Profesor Honorario por la Universidad de San Martín de Porres, (Lima, Perú, 2012)
- Doctor honoris causa por la Facultad Dom Pedro II (San Salvador- Bahía, Brasil, 2013)
- Doctor honoris causa por la Escuela Superior Latinoamericana (Brasilia, Brasil, 2017)

## Publicaciones
- Javier Ignacio Baños. (2000). Comentarios a la ley procesal bonaerense. Dunken.
- Javier Ignacio Baños. (2004). Manual de derecho procesal penal según la ley 1192. Quorum.
- Javier Ignacio Baños. (2006). Introducción al Derecho Penal, parte general. Lajouane.
- Javier Ignacio Baños. (2007). Introducción a las teorías de la pena, parte general. Dunken.
- Javier Ignacio Baños. (2007). La declinación social y democrática del derecho. Dunken.
- Javier Ignacio Baños. (2008). La conversión del derecho. Lajouane.
- Javier Ignacio Baños. (2009). Garantías Constitucionales en el Proceso Penal. Lajouane.
- Javier Ignacio Baños. (2009). Curso de práctica forense penal. Lajouane.
- Javier Ignacio Baños. (2010). Derecho penal y procesal penal del Mercosur. Lajouane.
- Javier Ignacio Baños. (2010). El proceso penal juvenil, en colaboración con Fernando Buján. Ediciones del País.
- Javier Ignacio Baños. (2010). Derecho penal y procesal penal americano e internacional en el sistema de protección de los derechos humanos. El País.
- Javier Ignacio Baños. (2010). Programa de derecho penal. Lajouane.
- Javier Ignacio Baños. (2011). Introducción al derecho procesal penal. Lajouane.
- Javier Ignacio Baños. (2011). El fundamento de la pena: máximo problema penal. EDIAR.
- Javier Ignacio Baños. (2011). La defensa en el juicio oral, obra colectiva. GOWA.
- Javier Ignacio Baños. (2013). Ejecución penal y garantías constitucionales, obra colectiva. Cathedra jurídica.
- Javier Ignacio Baños. (2017). APOSTILLAS a la ley procesal bonaerense. Lajouane.
- Javier Ignacio Baños. (2017). Estudios del proceso penal según la ley procesal bonaerense. Lajouane.
- Javier Ignacio Baños. (2017). Garantías Constitucionales no directo procesual penal. Superiores.
- Javier Ignacio Baños. (2018). Ensayo sobre la crisis de legitimación del derecho penal. Lajouane.
- Javier Ignacio Baños, Fernando Burlando. (2021). Código Procesal Penal Federal: Síntesis de la reforma federal y bases para la aplicación del nuevo Proceso Penal. Hammurabi.
- Javier Ignacio Baños, Fernando Burlando. (2022). Violencia de Género: Compendio legal práctico para erradicar la violencia contra la mujer. Hammurabi.